# Птолемей Апион
Птолемей Апион или просто Апион (др.-греч. Πτολεμαῖος Ἀπίων, между 150 и 145 — 96 гг. до н. э.) — последний эллинистический правитель Киренаики (105—96 гг. до н. э.), представитель династии Птолемеев.

## Происхождение
Апион являлся первым ребёнком правителя Киренаики и будущего царя Египта Птолемея VIII и конкубины Ирины, служившей правителю в период со 150 по 127 до н. э.

## Биография
Наиболее вероятно, что Птолемей родился в столице Киренаики — городе Кирена, однако вплоть до 116 до н. э. он пробыл в Египте, где успел получить образование. В этом году умер отец Птолемея, по завещанию которого его первенцу доставалась Киренаика.
Птолемей Апион умер в 96 до н. э., за свою жизнь у него не было супруги и детей. В своём завещании он передавал Киренаику Римской республике. Города этой области сохраняли автономию, но были объявлены под римским протекторатом. В 74 г. бывшие владения Апиона были превращены в римскую провинцию Киренаика.